# Лесничевка (Винницкая область)
Лесничевка (укр. Лісничівка) — посёлок, входит в Шаргородский район Винницкой области Украины.
Население по переписи 2001 года составляло 19 человек. Почтовый индекс — 23542. Телефонный код — 4344. Занимает площадь 0,008 км². Код КОАТУУ — 525386403.

## География
Посёлок находится в 5,5 км западнее села Берёзовка, в стороне от автотрассы Р36. Длина посёлка составляет 650 м, ширина (с огородами) — 200 м.

## Местный совет
23542, Винницкая область, Шаргородский район, с. Политанки, ул. Суворова, д. 10